# ペン・ヌート
サムデク・ペン・ヌート（クメール語: ប៉ែន នួត, ラテン文字転写: Samdech Penn Nouth, 1906年4月1日 - 1985年5月18日）は、カンボジアの政治家。
ノロドム・シハヌークの側近で、フランス保護領カンボジア、カンボジア王国、民主カンプチアと国の政体が変わる中で首相を六度務めた。

## 生涯
はじめフランスのインドシナ総督府の保護下にあったカンボジアでカンダル州副知事や財相などの要職を務めていた。
カンボジアがフランスから独立するとノロドム・シハヌークから初代首相に任じられた。以降何度も首相に任命されたほか、1955年のアジア・アフリカ会議のカンボジア代表や駐仏大使などを歴任した。
1970年のロン・ノルのクーデターによってシハヌークが追放されると、シハヌークに付き従って中華人民共和国の北京市に亡命した。
1975年にクメール・ルージュが政権を握って、民主カンプチアが成立すると帰国して首相に任じられるが、実権はなく飾り物に過ぎなかった。
首相辞任後は中華人民共和国を経てフランスに亡命、同地で死去した。
| スタブアイコン | サブスタブ | この項目は、まだ閲覧者の調べものの参照としては役立たない、人物に関連した書きかけの項目です。この項目を加筆・訂正などしてくださる協力者を求めています（P:人物伝/PJ:人物伝）。 |